# Кимани, Мартин
Мартин Кимани (англ. Martin Kimani; род. 1971, Момбаса) — кенийский государственный и дипломатический деятель. Работает постоянным представителем Кении при Организации Объединённых Наций с декабря 2020 года. Ранее занимал должности директора Национального контртеррористического центра и специального посланника по борьбе с насильственным экстремизмом в Кении.

## Биография
Родился в 1971 году в Момбасе. В 1996 году получил степень бакалавра Университета Нью-Гэмпшира. В 2003 году получил степень магистра, а в 2013 году получил докторскую степень в области военных исследований Королевского колледжа Лондонского университета.
Написал магистерскую диссертацию по маркетингу нефти в Кении. Докторская диссертация была посвящена роли христианского символизма, католической церкви, расизма во время геноцида в Руанде в 1994 году.

## Карьера
Работал в Найроби, Аддис-Абебе и Нью-Йорке, а также работал в Программе ООН по населённым пунктам и Программе ООН по окружающей среде.
Являлся ассоциированным научным сотрудником в группе по конфликтам, безопасности и развития в Королевском колледже Лондона.
С апреля 2011 по декабрь 2012 года был директором Межправительственного органа по механизму раннего предупреждения и реагирования на конфликты в области развития в Эфиопии.
Является специальным посланником президента Кении по противодействию насильственному экстремизму и был назначен директором Национального контртеррористического центра Кении в 2015 году.
В декабре 2018 года стал секретарём инициативы по проведению конституционного референдума.
Является постоянным представителем Кении при Организации Объединённых Наций с декабря 2020 года. Был председателем Совета Безопасности ООН в октябре 2021 года.
Выступил с речью в Совете Безопасности ООН 22 февраля 2022 года, в которой раскритиковал признание Россией независимости ДНР и ЛНР от Украины и сравнил границы в Европе и Африке. Выступление стало вирусным видео в соцсетях:
Эта ситуация напоминает мне о нашей истории. Кения, как и почти любая другая страна Африки, родилась из обломков одной из империй. Границы наших стран чертили не мы, а чиновники в столицах далеких колониальных метрополий: Лондоне, Париже и Лиссабоне. Их не волновала судьба древних народов, которые они рассекали на части. Сегодня по другую сторону границы любой африканской страны живут наши соотечественники, с которыми у нас прочные (…) связи. Если бы в момент объявления независимости мы решили добиваться таких границ для наших государств, которые отражали бы их этническое, расовое или религиозное единообразие, мы бы до сих пор, много десятилетий спустя, вели кровавые войны. Вместо этого мы договорились принять те границы, которые нам достались в наследство. (…) Вместо того, чтобы стать нациями, которые бесконечно вглядываются в свое прошлое, предаваясь вредной ностальгии, мы решили идти вперед, к величию, которого никогда прежде не знали наши многочисленные народы. (…) Однако Кения отвергает насилие как средство достижения такой мечты. Мы должны завершить возрождение из праха мертвых империй так, чтобы избежать возврата ко временам господства и угнетения. Мы отвергли ирредентизм и экспансионизм (… и) решительно осуждаем тенденцию последних десятилетий, когда могущественные государства — включая членов данного Совета Безопасности — нарушают международные законы, не обращая на них никакого внимания. (…) Прошу принять заверения Кении в уважении к международно признанным границам Украины

## Публикации
Его работы публиковались в Chimurenga, Farafina, Granta, Juxtapoz, Kwani, Süddeutsche Zeitung, The East African и The Guardian.
Его книга «Работа войны» была опубликована в интернет-версии журнала Granta.

## Награды
В 2016 году удостоен звания Старейшины Ордена Пылающего Копья президентом Кении.
Является членом Глобальной сети лидерства Аспена и Инициативы лидерства в Африке.
В 2013 году был почетным приглашенным научным сотрудником из Африки в Южноафриканском институте международных отношений.

## Семейная жизнь
Женат на Джун Арунге Кимани, имеет двоих детей.